# KLH-Arena
Koordinaten: 47° 6′ 32,2″ N, 14° 9′ 31,3″ O
Die KLH-Arena ist eine nordische Schisportanlage in Murau in der Steiermark, sie besteht aus fünf Schanzen und einer Langlaufloipe. Außer der K85-Schanze sind alle Sprunganlagen Naturschanzen. Die Langlaufloipe sowie die Schülerschanzen der KLH-Arena sind mit Flutlicht ausgestattet.

## Geschichte
Mit der Thurnhofer-Schanze wurde im Jahr 1933 der erste Sprunghügel errichtet.
Im Jahr 1936 und 1968 wurden dann die Gumpold-Schanze und die Hans-Walland Großschanze eröffnet.
Nach dem Zweiten Weltkrieg hat sich Murau zwei Mal als Austragungsort für die Nordischen Skiweltmeisterschaften beworben, der Versuch scheiterte aber. Es wurden lediglich auf der Gumpold-Schanze die Juniorenweltmeisterschaften im Skispringen 1978 und 1982 ausgetragen.
Der letzte FIS-Weltcup in Murau fand 1996 statt.
Außerdem fand die Eröffnungsfeier zu den Snowboard-Weltmeisterschaften 2003 am Kreischberg in der KLH-Arena statt.

## Internationale Wettbewerbe
Genannt werden alle von der FIS organisierten Sprungwettbewerbe
| Datum          | Kategorie   | Schanze | 1. Platz        | 2. Platz        | 3. Platz        |
| -------------- | ----------- | ------- | --------------- | --------------- | --------------- |
| 12. März 1978  | Junioren-EM | K85     | Alfred Lengauer | Heinz Koch      | ?               |
| 3. März 1982   | Junioren-WM | K85     | Ernst Vettori   | Markku Pusenius | Bernhard Zauner |
| 9. Januar 1994 | Weltcup     | K120    | Noriaki Kasai   | Espen Bredesen  | Dieter Thoma    |

Genannt werden alle von der FIS organisierten Wettbewerbe der Nordischen Kombination
| Datum      | Disziplin         | Sieger             | Zweiter             | Dritter        |
| ---------- | ----------------- | ------------------ | ------------------- | -------------- |
| 18.01.1986 | Einzel K85/15 km  | Hermann Weinbuch   | Hallstein Bøgseth   | Thomas Müller  |
| 19.01.1990 | Einzel K85/15 km  | Klaus Sulzenbacher | Fred Børre Lundberg | Fabrice Guy    |
| 18.01.1992 | Einzel K120/15 km | Fabrice Guy        | Klaus Sulzenbacher  | Klaus Ofner    |
| 18.02.1996 | Einzel K120/15km  | Mario Stecher      | Jari Mantila        | Kouji Takasawa |

## Gumpold-Schanzen
Die Gumpold-Schanze wurde im Jahr 1936 eröffnet, gewonnen hat der Norweger Bjarne Karlsen mit einer Weite von 56 Metern. Auf der damaligen K70-Schanze wurde zweimal die Nordischen Juniorenweltmeisterschaften ausgetragen, im Jahr 1982 konnte mit Ernst Vettori ein Österreicher den Titel erringen.
Im Jahr 1986 und 1990 wurde im Zuge des Weltcup der Nordischen Kombination zweimal auf der K85-Schanze gesprungen. Der letzte Weltcup-Bewerb auf der mittlerweile stillgelegten K85 Schanze fand am 19. Januar 1990 stand.
Mittlerweile werden nur noch die K60, K35 und die K20-Schanzen besprungen. Um einem Verfall der Schanzen vorzubeugen, wurden im Jahr 2005 die K35 und die K20 Schanze mit Matten belegt. 2007 wurde der Anlauf der K60 renoviert und das Profil erneuert. Um auch im Sommer ideale Trainingsmöglichkeiten für den Nachwuchs bieten zu können, möchte man auch diese Schanze mit Matten versehen.

### Technische Daten
| Daten              | Daten                 |
| Aufsprung          | Aufsprung             |
| ------------------ | --------------------- |
| Konstruktionspunkt | 85 m                  |
| Juryweite          | 92 m                  |
| Größe              |                       |
| Schanzenrekord     | 86 m Günther Stranner |

## Hans-Walland Großschanze
Die Hans-Walland Großschanze wurde im Jahr 1968 eröffnet. Am 9. Jänner 1994 fand das einzige Weltcup-Springen in Murau statt, das Noriaki Kasai gewann. Nach der Stilllegung der K85-Schanze fanden in den Jahren 1992 und 1996 zweimal Weltcupbewerbe der Nordischen Kombination auf der Hans-Walland Großschanze statt. Der letzte Weltcupbewerb überhaupt, der in Murau stattfand, war die Nordische Kombination am 18. Februar 1996, die von Mario Stecher gewonnen wurde. Der letzte Schanzenrekord wurde mit einer Weite von 128,5 m von Bjarte Engen Vik gesprungen.
Die Schanze wurde mittlerweile stillgelegt.

### Technische Daten
| Hans-Walland Großschanze        | Hans-Walland Großschanze                   |
| Schanzentisch                   | Schanzentisch                              |
| ------------------------------- | ------------------------------------------ |
| Neigung des Schanzentisches (α) | 11,0°                                      |
| Aufsprung                       |                                            |
| Konstruktionspunkt              | 120 m                                      |
| Juryweite                       | 125 m                                      |
| Größe                           |                                            |
| Schanzenrekord                  | 128,5 m Bjarte Engen Vik, 18. Februar 1996 |